# Malerhjerte
|  | Denne artikel er oprettet af botten Steenthbot ud fra en ekstern database. Den kan derfor have sproglige fejl eller mangler. Denne skabelon kan fjernes efter kontrol af indholdet. |

Malerhjerte er en dansk kortfilm fra 2010 instrueret af Anton Breum efter eget manuskript.

## Handling
Mattæus er en ung maler med et fandenivoldsk kærlighedsliv. I hans promiskuøse tilværelse bliver god kunst og dramatiske romancer to sider af samme sag. Da Mattæus' kæreste er bortrejst en weekend, byder byen på endnu et eventyr.